# Waldemar Borgquist
Karl Peter Albin Waldemar Borgquist, född 28 januari 1882 i Malmö Karoli församling, död 4 januari 1970 i Danderyd, var en svensk elektroingenjör och generaldirektör. Han var bror till Nils Borgquist.

## Biografi
Borgquist anställdes vid Trollhätte kraftverk 1908. Han blev föreståndare för Vattenfallsstyrelsens elektrotekniska byrå 1911 och överingenjör där 1914. 1916 blev han chef för Statens kraftverksförvaltning, från 1920 med överdirektörs titel. 1938–1947 var han generaldirektör för Statens Vattenfallsverk.
Borgquist var ledamot och sakkunnig i en rad olika kommittéer, bland annat i elektrifieringskommittén 1917–1923, järnvägselektrifieringskommittén 1920–1923 och interskandinaviska kraftöverföringskommittén 1921. Han var involverad i olika elektrifieringsfrågor såväl i Sverige som i utlandet. 1924 var han sakkunnig åt irländska staten i elektrifieringsfrågor, och 1947 sakkunnig åt egyptiska staten i samband med Assuandammens byggnation, liksom sakkunnig åt Sveriges Radio 1953–1961. Han var 1933–1953 styrelseordförande i Telefonaktiebolaget L M Ericsson.
Borgquist författade en rad böcker inom elektricitets- och kraftverksfrågor, bland annat om nätutbyggnad, långväga distribution av elkraft samt samkörning av olika kraftverk. 

## Utmärkelser
Borgquist blev 1932 filosofie hedersdoktor vid Uppsala universitet och 1950 teknologie hedersdoktor i Grenoble. Han invaldes 1919 som ledamot av Ingenjörsvetenskapsakademien (IVA) och var 1941–1944 akademiens preses. Han tilldelades 1948 IVA:s stora guldmedalj med motiveringen för hans insatser för Sveriges rationella kraftförsörjning, för högspänningsteknikens utveckling och till den tekniska forskningens främjande. 1950 tilldelades han John Ericssonmedaljen för "de stora insatser Borgquist gjort för kraftverksproduktionen i Sverige både beträffande själva kraftanläggningarna och den långväga distributionen i högspänningsledningar".